# Aube – Coalition nationale
Pour les articles homonymes, voir Aube.
 (octobre 2015).
L'Aube – Coalition nationale (en tchèque : Úsvit – Národní koalice, nommée Aube de la démocratie directe, en tchèque : Úsvit přímé demokracie Tomia Okamury, jusqu'en août 2015) est un parti politique populiste,, tchèque.

## Histoire
Le parti a été fondé en mai 2013 par Tomio Okamura,,, un sénateur indépendant attaché au groupe parlementaire Union chrétienne démocrate - Parti populaire tchécoslovaque.
L'UPD préconise l'implantation d'une démocratie directe à tous les niveaux « comme solution à la corruption, au népotisme, au clientélisme et la kleptocratie », l'utilisation de référendums, l'élection directe des députés, des sénateurs, des maires et des gouverneurs régionaux, un régime présidentiel et une plus grande séparation des pouvoirs,,.
L'Aube inclut des candidats d'Affaires publiques,, un ancien membre du Parti démocratique civique et un représentant de Moravané.
Lors des élections législatives tchèques de 2013, le parti a obtenu 342 339 votes (6,88 %) et a gagné 14 sièges.

## Résultats électoraux

### Chambre des députés
| Année | Voix    | %    | Rang | Sièges   | Gouvernement        |
| ----- | ------- | ---- | ---- | -------- | ------------------- |
| 2013  | 342 339 | 6,89 | 6e   | 14 / 200 | Opposition          |
| 2017  | 5 077   | 0,10 | 20e  | 0 / 200  | Extra-parlementaire |

### Parlement européen
| Année | Voix   | %    | Rang | Tête de liste      | Sièges |
| ----- | ------ | ---- | ---- | ------------------ | ------ |
| 2014  | 47 306 | 3,12 | 10e  | Klára Samková (cs) | 0 / 21 |